# Jacob Friis
Jacob Fischer Friis (født 11. december 1976) er en dansk fodboldtræner, der er landstræner for Finland.

## Spillerkarriere
Friis var anfører for AaB's Danmarksseriehold, inden han blev erklæret fodboldinvalid i 2002-3.

## Trænerkarriere
Friis startede sin karriere som træner i forbindelse med en ansættelse som assistent for AaB's Serie 3-hold. Han var herefter fortsat træner i AaB, i den sidste periode som assistenttræner for AaB's Danmarksseriehold, hvor han var frem til sommeren 2006.
I sommeren 2006 tog Friis til Mexico, hvor han dels skulle være lærer i engelsk samt være træner på privatskolens fodboldhold. Jobbet som fodboldtræner var dog ikke tilfredsstillende for Friis, og i stedet ordnede der sig en mulighed for, at Friis kunne være en del af trænerstaben omkring Monterreys universitetshold, UANL Tigres.

### AaB's førstehold
Da Allan Kuhn sagde op som følge af nyt trænerjob i Malmö FF, blev han i januar 2016 ny assistenttræner i AaB under cheftræner Lars Søndergaard. Det var dog allerede planen, at han skulle rykkes op i Superligatruppen i sommeren 2016, men denne plan blev fremrykket.
Lars Søndergaard blev fyret i december 2016. Morten Wieghorst skrev under med AaB i starten af januar 2017., og her blev Friis førsteassistent under, således cheftræner Wieghorst, Friis som førsteassistent og Thomas Augustinussen som andenassistent dannede den fodboldfaglige del af AaB. Han skrev i slutningen af marts 2018 under på en fortløbende aftale.
AaB vandt blot over en periode på 12 kampe i efteråret 2018 blot én kamp, og Wieghorst blev den 26. november 2018 fyret. I stedet blev Friis ansat som midlertidig træner i efterårets tre resterende kampe i Superligaen. Friis' første kamp i Superligaen som cheftræner resulterede i en 1-4-sejr ude over Esbjerg fB den 1. december 2018. 2. kamp i spidsen for AaB endte med et 2-4-nederlag hjemme til AC Horsens den 9. december 2018, men alligevel blev det dagen efter offentliggjort, at AaB og Friis var blevet enige om en kontrakt for resten af 2018-19-sæsonen.

## Uddannelse
Friis erhvervede sig i august 2015 titlen UEFA Pro Licence, også kendt som P-licensen, der er den højeste træneruddannelse. Opgaven havde titlen 'Afslutningsspil fra mellemrum - mod etableret forsvar'.
Han er ydermere uddannet som lærer.